# فافريا
فافريا هي بلدية (منطقة إدارية) في مدينة تورينو الحضرية في المنطقة الإيطالية بيدمونت ، وتقع على بعد حوالي 30 كيلومتر (19 ميل) شمال تورينو. وتحدها البلديات التالية: ريفارولو كانافيزي وبوسانو و أوليانيكو و فرونت .

## نبذة
هي موطن لكنيسة سان بيترو فيكيو ، و التي تضم لوحات جدارية من القرن الخامس عشر من سيد ماركا دي أنوكا، و الصرح الأصلي في القرنين الحادي عشر والثاني عشر ، و لا تزال قاعدة برج الجرس والحنية ذات الطراز الرومانسكي قائمة اليوم، ويعود المظهر الحالي إلى ترميم القرن الثامن عشر.